# 26e régiment d'artillerie
Le 26e régiment d'artillerie (26e RA) est une unité d'artillerie de l'armée française, créée en 1872.

## Création et différentes dénominations
- 20 avril 1872 : Formation du 26e régiment d'artillerie

## Colonels et chefs de corps
| Avant 1914 - 20 avril 1872 : Paul Louis Jules Grévy - 1875 : colonel Dauvergne - 1881 : colonel Barbe - 1886 : colonel Morvan - 1887 : colonel Collan-Meygret - 1890 : colonel Vivenot - 1891 : Marie Édouard Demimuid Treuille de Beaulieu - 1895 : Marie Charles Victor Auguste Larnac - 1899 : colonel Laval - 1901 : Léon Liénard - 1906 : colonel Roulin - 1906 : colonel Goëtzmann - 1911 : colonel Wac | 1914-1919 - 1914 : colonel Bertrand - 1914 : lieutenant-colonel Bouchon - 1916 : lieutenant-colonel Delaroche - 1919 : lieutenant-colonel Schalbar | Après 1919 |

## Historique des garnisons, combats et batailles

### 1872-1914
Le 26e régiment d'artillerie est formé à Versailles par ordre du 20 avril 1872 avec : 
- 1 batterie provenant du 11e régiment d'artillerie
- 2 batteries provenant du 12e régiment d'artillerie
- 4 batteries provenant du 13e régiment d'artillerie
- 2 batteries provenant du 14e régiment d'artillerie
- 1 batterie provenant du 17e régiment d'artillerie
- 1 batterie provenant du 22e régiment d'artillerie

En 1873, il fait partie de la 4e brigade d'artillerie et cède ses 2 batteries à cheval au 31e régiment d'artillerie.
En 1881-1882, la 3e batterie participe à la campagne de Tunisie et est engagée durant la marche de Souk-Ahras à Ghardimaou, elle combat durant le siège Le Kef et du défilé du Khanguet El Gdim, situé à 18 kilomètres du Kef ou les Tunisiens sont battus et laissent plusieurs dizaines de morts sur le terrain.

### Première Guerre mondiale

#### Affectation
En 1914, en garnison au Mans, il est rattaché (en temps de paix) à la 4e brigade d'artillerie et affecté à la 7e division d'infanterie dès le déclenchement de la guerre, avec ses 3 groupes, 9 batteries de canons de 75 (36 canons). Composé de 9 batteries, 170 hommes et 168 chevaux, il est transféré à Chartres.

#### 1914
Il est positionné à Marville (Meuse) le 23 août, le 24 août, premier combats. Le 31 août, à Tailly (Ardennes). Le 5 septembre, première bataille de la Marne, vers Macquelines. Le 12 septembre, Bataille de l'Aisne, vers Chelles. Le 23 septembre, combat vers Champien. 7 octobre, vers Laucourt. 26 novembre, vers Tilloloy.        

#### 1915
- le 1er mars, Perthes-lès-Hurlus[13]. En septembre bataille de Champagne[14].

#### 1916
- Verdun, vers Argers. La bataille de Verdun, le régiment tire 150 000 obus en 3 mois[15].

#### 1917
- en janvier, secteur de Baccarat[16]. Juillet à novembre, vers Verdun[17].

#### 1918
- mai aux Flandres, vers Kemmel[18].

### Entre-deux-guerres
Il revient à Chartres en mai 1919.

### Seconde Guerre mondiale
Le régiment est reformé comme 26e régiment d'artillerie divisionnaire le 9 septembre 1939 au centre mobilisateur d'artillerie no 26. Formé d'une batterie hors rang, de trois groupes de canons de 75 et d'une batterie antichar, il est rattaché à la 56e division d'infanterie avec laquelle il combat pendant la bataille de France en mai-juin 1940.

## Étendard
Il porte, cousues en lettres d'or dans ses plis, les inscriptions suivantes :
- Verdun 1916-1917
- Tardenois 1918

## Décorations
Le régiment est cité à l'ordre de la 7e DI le 14 septembre 1914, du 5e corps d'armée le 2 septembre 1918, du 4e corps d'armée le 26 décembre 1918. Il reçoit donc la Croix de guerre 1914-1918[réf. souhaitée].

## Personnalités ayant servi au régiment
- Pierre Avia
- Joseph Bro
- André Déroulède
- Pierre Héring
- Édouard Welvert

### Sources et bibliographie
- Pierre Montagnon : Histoire de l'armée française.
- Historique du 26e régiment d'artillerie de campagne, Paris, H. Charles-Lavauzelle, 1920, 47 p., lire en ligne sur Gallica.
- Louis Susane : Histoire de l'artillerie Française
- Historiques des corps de troupe de l'armée française (1569-1900)